# نینهاگن (نیدرزاکسن)
نینهاگن (به آلمانی: Nienhagen) یک شهر در آلمان است که در Celle واقع شده‌است. نینهاگن ۶٬۳۳۸ نفر جمعیت دارد.

## خواهرخوانده
شهرهای Zistersdorf و Nienhagen و Nienhagen خواهرخوانده‌های نینهاگن (نیدرزاکسن) هستند.